# Thelma Ruby
Thelma Ruby (Leeds, 23 de marzo de 1925), también conocida como Thelma Frye, es una actriz británica reconocida por Back to black (2024), BBC Sunday-Night Theatre (1950), y So Haunt Me (1992). Thelma es una de las primeras actrices que ha llegado a cierta edad y ha seguido activa.

## Primeros años y educación
Ruby nació como Thelma Wigoder en Chapel Allerton en Leeds. Se crío en una familia judía ortodoxa en Leeds. Su madre, Ruby, era actriz; su padre, Louis, de Lituania, era dentista. se evacuó con su madre a los Estados Unidos durante la Segunda Guerra Mundial, en el Finch College de Nueva York.

## Carrera
Luego de volver a Gran Bretaña en 1944, Thelma se unió a la Asociación de Servicio Nacional de Entretenimiento y actuó para las tropas británicas.
En 1958, debutó en la obra de Bernard Kops, The Hamlet of Stepney Green, en el Lyric Theatre, Hammersmith en Londres, con Harold Lang, John Fraser, John Barrard y George Selway también en el reparto. También tuvo un papel en la película británica Live Now, Pay Later en 1962. Sus papeles en el teatro del West End incluyeron el de Golde en El violinista en el tejado junto a Topol en 1984.
En 1996 apareció en Coronation Street de ITV como Lily Dempsey, una amiga de Phyllis Pearce.
En 1980, ella y su marido, Peter Frye, actuaron en la obra Momma Golda sobre la vida de Golda Meir, la primera y única mujer primera ministra de Israel. En 2018, a la edad de 93 años, interpretó extractos de Momma Golda en un espectáculo unipersonal en el King's Head Theatre de Londres.
En 2017 interpretó a Alice en la comedia de ITV Bad Move . En 2024, apareció en la película Back to Black sobre Amy Winehouse.

## Vida personal
Ruby, que vive en Wimbledon (Londres) y es miembro de la Sinagoga de Wimbledon, estuvo casada con el actor canadiense Peter Frye desde 1970 hasta su muerte en 1991. Tiene una hijastra del primer matrimonio de Peter Frye.
En 2024, Ruby criticó públicamente la tala de árboles propuesta y la ampliación del sitio del campeonato de tenis de Wimbledon, cerca del cual vive. Dijo que se encadenaría a un árbol en señal de protesta.

## Publicaciones
- Ruby-Frye, Thelma; Frye, Peter (1997). Doble o nada: Dos vidas en el teatro. La autobiografía de Thelma Ruby y Peter Frye. Compañía Editorial Janus, 336 págs.ISBN 9781857562149